# Glashütte (Schonwald)
Das Gebiet Glashütte ist ein mit Verordnung vom 9. November 2004 durch die Körperschaftsforstdirektion Tübingen ausgewiesener Schonwald (Schutzgebiet-Nummer 200030) in Baden-Württemberg.

## Lage
Der Schonwald liegt nördlich von Glashütte.
Das Schutzgebiet umfasst einen Teil der Schwäbischen Alb westlich von Aalen. Es liegt im Staatswald Aalen und umfasst Teile der Abteilungen 27 und 28 des Distriktes 8 „Kocherburg“ sowie Teile der Abteilung 5 des Distriktes 1 „Zwerenberg“.
Das Gebiet ist Teil des FFH-Gebiets Kochertal Abtsgmünd-Gaildorf und Rottal sowie des Vogelschutzgebiets Ostalbtrauf bei Aalen.
Im Schonwald liegt das Naturdenkmal Hohler Stein.
Im Schutzgebiet liegen die Biotope 
Wald östlich Schloßbaufeld O Unterkochen mit der Biotopnummer 271261367648, Schlucht bei Glashütte mit der Biotopnummer 271261366174,
Wald im Wallenteich NO Glashütte mit der Biotopnummer 271261367641, Weiher im Wallenteichtal NO Glashütte mit Biotopnummer 271261367642,
Felsdach im Wallenteich NO Glashütte mit der Biotopnummer 271261367643, Felsen O Glashütte mit der Biotopnummer 271261366175
Ahorn-Lindenwald N Glashütte mit der Biotopnummer 271261367645, Seggen-Buchenwald N Glashütte mit der Biotopnummer 271261367646 und
Hohler Stein N Glashütte mit der Biotopnummer 271261366179.

## Geologie
Die Felsen und Höhlen im Gebiet sind geformt aus dem Kalk der Massenkalk-Formation des Weißen Jura.

## Vegetation
Im Schonwald kommen laut Biotopkartierung die folgenden Pflanzen vor:
Feldahorn, Spitzahorn, Berg-Ahorn, Ähriges Christophskraut, Giersch, Gewöhnliche Rosskastanie, Knoblauchsrauke, Rispige Graslilie,
Aronstab, Braunstieliger Streifenfarn, Acker-Glockenblume, Blaugrüne Segge, Berg-Segge, Gemeine Hainbuche, Waldvöglein, Schöllkraut,
Wechselblättriges Milzkraut, Gewöhnliche Waldrebe, Roter Hartriegel, Hohler Lerchensporn, Gemeine Hasel, Weißdorne, Zerbrechlicher Blasenfarn,
Echter Seidelbast, Großblütiger Fingerhut, Echter Wurmfarn, Breitblättrige Stendelwurz, Mandelblättrige Wolfsmilch, Rotbuche, Scharbockskraut,
Wald-Erdbeere, Gemeine Esche, Gewöhnliche Goldnessel, Kletten-Labkraut, Waldmeister, Wald-Labkraut, Ruprechtskraut, Echte Nelkenwurz,
Gundermann, Gemeiner Efeu, Stinkende Nieswurz, Leberblümchen, Wald-Habichtskraut, Waldgerste, Echtes Johanniskraut, Großes Springkraut,
Wald-Witwenblume, Gefleckte Taubnessel, Frühlings-Platterbse, Türkenbund, Rote Heckenkirsche, Ausdauerndes Silberblatt, Wiesen-Wachtelweizen,
Wald-Bingelkraut, Wald-Flattergras, Mauerlattich, Oregano, Wald-Sauerklee, Ährige Teufelskralle, Gemeine Fichte, Hain-Rispengras,
Vielblütige Weißwurz, Hasenlattich, Geflecktes Lungenkraut, Traubeneiche, Wolliger Hahnenfuß, Kriechender Hahnenfuß, Hundsrose,
Himbeere, Schwarzer Holunder, Roter Holunder, Geflügelte Braunwurz, Fuchssches Greiskraut, Gewöhnliche Goldrute, Echte Mehlbeere,
Elsbeere, Wald-Ziest, Winterlinde, Sommerlinde, Bergulme, Große Brennnessel, Heidelbeere, Gewöhnlicher Schneeball, Wald-Wicke,
Schwalbenwurz, Wald-Veilchen, Feuersalamander, Wassersterne, Kleine Wasserlinse, Rohrglanzgras, Bachbunge, Schleiereule, Bergmolch,
Schmalblättriger Merk, Sumpfdotterblume, Bitteres Schaumkraut, Winkel-Segge, Stachel-Segge, Blasen-Segge, Flatter-Binse, Mauerraute,
Pfirsichblättrige Glockenblume, Echter Baldrian, Wolliger Schneeball, Gewöhnliche Berberitze, Fieder-Zwenke, Aufrechte Trespe, Blauroter Steinsame,
Weidenblättriges Ochsenauge, Rundblättrige Glockenblume, Golddistel, Maiglöckchen, Zypressen-Wolfsmilch, Schaf-Schwingel, Blutroter Storchschnabel,
Savoyer Habichtskraut, Dürrwurz, Acker-Witwenblume, Breitblättriges Laserkraut, Hirschwurz-Haarstrang, Kleine Bibernelle, Echtes Salomonssiegel,
Schlehdorn, Purgier-Kreuzdorn, Tauben-Skabiose, Kalk-Blaugras, Vogelbeere, Aufrechter Ziest, Straußblütige Wucherblume, Berg-Leinblatt,
Hügel-Klee, Weiße Schwalbenwurz, Weiße Fetthenne.

## Schutzzweck
Der Schutzzweck des Schonwalds ist gemäß Schutzgebietsverordnung
- Erhaltung, Pflege und Entwicklung standortstypischer und naturnaher Hangbuchen-, Berg- und Steppenheidewälder auf Weißjura-Hangstandorten im Sinne der FFH-Erhaltensziele;
- Erhaltung des Vorkommens der Lebensraumtypen sowie der Arten und deren Lebensstätten im Sinne der FFH- und der EU-Vogelschutzrichtlinie.

## Betreuung
Wissenschaftlich betreut wird der Schonwald durch die Forstliche Versuchs- und Forschungsanstalt Baden-Württemberg (BVA).